# 거제 외포리 석조약사여래좌상
거제 외포리 석조약사여래좌상(巨濟 外浦里 石造藥師如來坐像)은 대한민국 경상남도 거제시 일운면 외포리에 있는 시대미상의 불상이다. 2007년 9월 6일 경상남도의 유형문화재 제455호로 지정되었다.

## 개요
불상이 봉안되기 시작한 것은 7세기 후반 이후부터로 추정되나, 그 사례가 매우 드물어 이 불상은 그 희소성에서 중요하며, 조각수법은 치졸하지만 고려 말∼조선 초로 추정되는 불상의 예가 많지 않다는 점에서 자료적 가치가 있다.

## 참고 문헌
- 거제 외포리 석조약사여래좌상 - 국가유산청 국가유산포털